# Dimalianella rugulipennis
Dimalianella rugulipennis es una especie de insecto coleóptero de la familia Chrysomelidae.
Fue descrita científicamente en 1926 por Laboissiere.